# Lista de divindades por classificação
Isto é um índex de divindades de diferentes religiões, cultural e mitologias do mundo, listadas pelo tipo de divindade.

## Motif-index
Uma classificação básica dos tipos de deuses como baseado no Motif-Index of Folk-Literature, por Stith Thompson:
- A0. Criador
- A100–A199. Os deuses em geral
  - A101. Deus Supremo
  - A104. A Criação de Deuses
  - A107. Deuses da Escuridão e Luz (escuridão pensada como má e luz como boa)
  - A109.1. Tripla divindade
  - A116. Deuses triplos
  - A111.1. Mãe dos deuses
  - A111.2. Pai dos deuses
  - A117.5. Deuses como espíritos dos mortos deificados
  - A131. Deuses com características animais
    - A132.3. Deus/deusa equina
    - A132.5. Deus/deusa urso
    - A135.9. Deus/deusa gado

  - A161.2. Rei dos Deuses
  - A177.1. Deuses como Embustes ou Tricksters
  - A192. Morte ou partida dos deuses
  - A193. Deuses da Morte e ressureição
- A200–A299. Deuses do Mundo Acima
  - A210. Deuses do Céu
  - A220. Deuses do Sol
  - A240. Deuses da Lua
  - A250. Deuses das Estrelas
  - A260. Deuses da Luz
  - A270. Deuses da Alvorada
  - A280. Deuses do Tempo
    - A281. Deuses das Tempestades
    - A282. Deuses do Vento
    - A284. Deuses da Trovoada
    - A287. Deuses da Chuva
- A300–399. Deuses do Submundo
  - A310. Deus do Mundo dos Mortos
  - A311. Condutor dos Mortos
- A400–A499. Deuses da Terra (A Esfera Humana)
  - A400. Deuses da terra
  - A401. Mãe terra
  - A405. Deuses da Natureza
  - A410. Deuses locais
  - A411. Deuses do Lar e da Casa
  - A415. Deuses de Clãs e Nações
  - A420. Deuses da Água
  - A430. Deuses da Vegetação
  - A431. Deuses da Fertilidade
  - A435. Deuses das Árvores e Florestas
  - A440. Deuses dos Animais
  - A450. Deuses dos Negócios e Profissões
    - A451. Deuses artesãos
    - A452. Deuses da Caça
    - A454. Deus da Cura

  - A460. Deus das Abstrações (também Z110. Abstrações personificadas)
    - A461. Deuses da Sabedoria
    - A463. Deuses do Destino
      - A463.1. as Moiras (deusas que presidem sobre os destinos dos homens)

    - A464. Deuses da Justiça
    - A465. Deuses das Artes
    - A472. Deuses do Sono
    - A473. Deuses da Riqueza
    - A475. Deuses do Amor e Desejo
    - A484. Deuses dos Juramentos
    - A485. Deuses da Guerra
    - A486. Erínias (deusas da vingança)
    - A487. Deuses da Morte

  - A490. Deuses miscelâneos da Terra
    - A491. Deus dos Viajantes
    - A493. Deuses do Fogo
- A500–A599. Semideuses e Heróis culturais
  - A502. Heróis ou semideuses como quarta raça dos homens.
  - A510. Origem do herói cultural (semideus)
  - A515.1.1. Heróis culturais gémeos
  - A521. Herói cultural como embuste ou trickster
  - A531. Herói cultural (semideus) supera monstros

## Outras divindades por associação
- Deuses do Caos
- Deuses das Portas e Limiares
- Deuses da Noite
- Rainha do Céu
- Deuses da Forja
- Deuses/Deusa do vinho e cerveja
- Deuses da papoula

## Outras classificações
- Apoteose
- Avatar
- Morte
- Heróis deificados
- Conselho divino
- Deus/Deusa
- Divindade com cornos
- Culto Imperial
- Encarnação
- Mestre dos Animais / Potnia Theron
- Mãe Natureza
- Reencarnação / Renascimento
- Rei Sagrado
- Filho de Deus
- Teofania
- Divindade tutelar

## Conteúdos relacionados
- Criatura lendária
  - Híbrido
    - Híbrido humano
- Ser liminar
- Panteão
- Espírito
  - Anjo
  - Demónio / Diabo
    - Demonologia / Arquidemónio

  - Fada
  - Geist
  - Fantasma
  - Espírito Santo
  - Alma
  - Espírito de Água

### Listas
- Semideuses
- Fantasmas
- Deusas
- Criaturas lendárias
- Nomes de Deus
- Panteões
- Demónios teológicos
  - Ars Goetia
  - Sigilos
- Espíritos em grimórios